# Vrtavka
Vrtávka je otroška igrača, narejena tako, da se ob hitrem zasuku enakomerno vrti okrog svoje osi. Vrtavka je ena najstarejših prepoznanih igrač najdenih na arheoloških najdiščih. Posebne vrste vrtavk se lahko uporabljajo za prerokovanje in za igralništvo.
Vrtavka je osno simetrično togo telo. Če se dovolj hitro vrti, zaradi precesije, ne bo padla s prijemališča. Če na vrtavko delujemo z zunanjo silo, začne opletati in opisuje nutacijo.

## Vrste vrtavk
- dreidel
- trompo